# Anja Wildgruber
Anja Wildgruber (* 4. März 2002) ist eine deutsche Tennisspielerin.

## Karriere
Wildgruber, die mit sechs Jahren das Tennisspielen begann, bevorzugt dabei Hartplätze. Sie spielt vorrangig auf der ITF Women’s World Tennis Tour, wo sie bislang einen Titel im Einzel und zwei Doppel gewann.

## Turniersiege

### Einzel
| Nr. | Datum         | Turnier  | Kategorie | Belag     | Finalgegnerin   | Ergebnis |
| --- | ------------- | -------- | --------- | --------- | --------------- | -------- |
| 1.  | 18. Juni 2023 | Monastir | ITF W15   | Hartplatz | Joanna Zawadzka | 6:2, 7:5 |

### Doppel
| Nr. | Datum            | Turnier  | Kategorie | Belag     | Partnerin                 | Finalgegnerinnen                    | Ergebnis |
| --- | ---------------- | -------- | --------- | --------- | ------------------------- | ----------------------------------- | -------- |
| 1.  | 24. Juni 2023    | Monastir | ITF W15   | Hartplatz | Selina Dal                | Chen Mengyi Hanna Vinahradava       | 6:3, 6:4 |
| 2.  | 12. Oktober 2024 | Monastir | ITF W15   | Hartplatz | Luisa Meyer auf der Heide | Arabella Koller Dominika Podhajecka | 6:4, 6:3 |